# جامعة تشنغتشو
جامعة تشنغتشو (بالإنجليزية: Zhengzhou University)، تعرف بالعامية بالصينية باسم Zhèngdà (郑大) والمختصرة باسم (ZZU)، وهي جامعة عامة تقع في تشنغتشو، خنان، الصين. تعد جامعة تشنغتشو أكبر جامعة في الصين من حيث عدد الطلاب (حوالي 73000 طالب).  يعد حجم الحرم الجامعي هو العاشر من حيث الحجم في جمهورية الصين الشعبية حيث يحتل مساحة 433 هكتار (1,070 أكر). 
تم إنشاء جامعة تشنغتشو بشكل مشترك من قبل وزارة التعليم الصينية وحكومة مقاطعة خنان في إطار مبادرة "مقاطعة واحدة، جامعة واحدة". لقد تم الاعتراف بتلقي إنفاق ضخم على التنمية نظرًا لإمكانية أن تصبح مقرًا مرموقًا للتعليم العالي. تم تضمين جامعة تشنغتشو في " المشروع 211 " من قبل وزارة التعليم الصينية والذي يهدف إلى تحويل الجامعات الواعدة إلى "الجامعات الوطنية الرئيسية". تم استبدال " المشروع 211 " لاحقًا بمبادرة أكثر طموحًا وشمولية للتعليم العالي " مشروع جامعة عالمي مزدوج من الدرجة الأولى" بقصد تطوير جامعات صينية نخبوية وتخصصاتها الفردية كمؤسسات عليا في العالم بنهاية 2050. يتم تضمين جامعة تشنغتشو في هذا المشروع أيضًا. 
تظهر جامعة تشنغتشو اتجاهًا تصاعديًا في التصنيف العالمي. تم تصنيفها من بين أفضل 400 جامعة عالمية حسب التصنيف الأكاديمي للجامعات العالمية لعام 2021،  وقفزت من المركز 722 في عام 2021 إلى المركز 510 في عام 2022 على تصنيف يو إس نيوز آند وورد ريبورت لأفضل الجامعات العالمية وهو أفضل تصنيف جامعي عالمي.  كما صنفت جامعة تشنغتشو في تصنيف (CWTS) لعام 2021 كأفضل جامعة عالمية بالمركز 111،  بينما إحتلت المركز 134 في ترتيب أداء الأوراق العلمية لجامعات العالم لعام 2021.  وفي تصنيف كيو إس للجامعات العالمية كانت بين المركزين 281-290 كواحدة من أفضل الجامعات في آسيا. 

## تاريخ

### اندماج ثلاث جامعات
تأسست جامعة تشنغتشو في الأصل عام 1956، وقد تمت إعادة هيكلتها من خلال اندماج ثلاث جامعات على سبيل المثال جامعة تشنغتشو، جامعة خنان الطبية، وجامعة تشنغتشو للتكنولوجيا في 10 يوليو 2000. كان الغرض من إعادة التأسيس هو إنشاء مركز تعليمي من الدرجة الأولى يغطي مجموعة كبيرة من التخصصات الأكاديمية، ومجهز بمرافق بحثية ممتازة لإحداث ثورة في التعليم العالي في وسط الصين بشكل عام ومقاطعة خنان على وجه الخصوص. منذ إعادة إنشائها، تلقت جامعة تشنغتشو مزيدًا من الاهتمام من قبل وزارة التعليم الصينية والحكومة الشعبية لمقاطعة خنان من حيث الدعم الحكومي والتمويل والتعاون المؤسسي والتعاون البحثي.

### التاريخ قبل الاندماج
يعود تاريخ جامعة خنان الطبية إلى التعليم الطبي في جامعة ناشيونال فيفث صن يات صن التي تم بناؤها في عام 1928 (التي سبقت جامعة خنان الوطنية التي تأسست عام 1942). انتقلت هذه الجامعة الوطنية إلى مدينة تشنغتشو في عام 1952 وأنشأت كلية الطب خنان (الدفعة الأولى المصرح لها بمنح درجات الدكتوراه) والتي كانت مقدمة للتعليم الطبي العالي في مقاطعة خنان.
جامعة تشنغتشو هي أول جامعة شاملة أنشأها مجلس الدولة للحكومة الصينية في عام 1954. وفقا لمجلس الدولة، انتقلت مجموعة من أعضاء هيئة التدريس من جامعة شاندونغ وجامعة بكين وجامعة جيلين وجامعة الشمال الشرقي إلى مدينة تشنغتشو. أسس هؤلاء الأساتذة جامعة تشنغتشو في عام 1954. تم قبول الجامعة في مشروع 211 في عام 1996.
تأسست جامعة تشنغتشو للتكنولوجيا باعتبارها جامعة وطنية رئيسية تحت الإدارة المباشرة لوزارة الصناعة الكيميائية في الصين، في عام 1963.

## حرم الجامعة
تمتلك جامعة تشنغتشو الآن أربعة فروع تغطي مساحة 1070 فدانًا عبر مدينة تشنغتشو. يغطي الحرم الجامعي الرئيسي 799 فدانًا من الأرض في شارع العلوم وطريق تشانغتشون في القسم الشمالي الغربي من مدينة تشنغتشو. إنه واحد من أجمل الجامعات في الصين حيث تبلغ تكلفة بنائه أكثر من ملياري يوان. توجد غالبية المدارس والكليات في الحرم الجامعي الرئيسي.

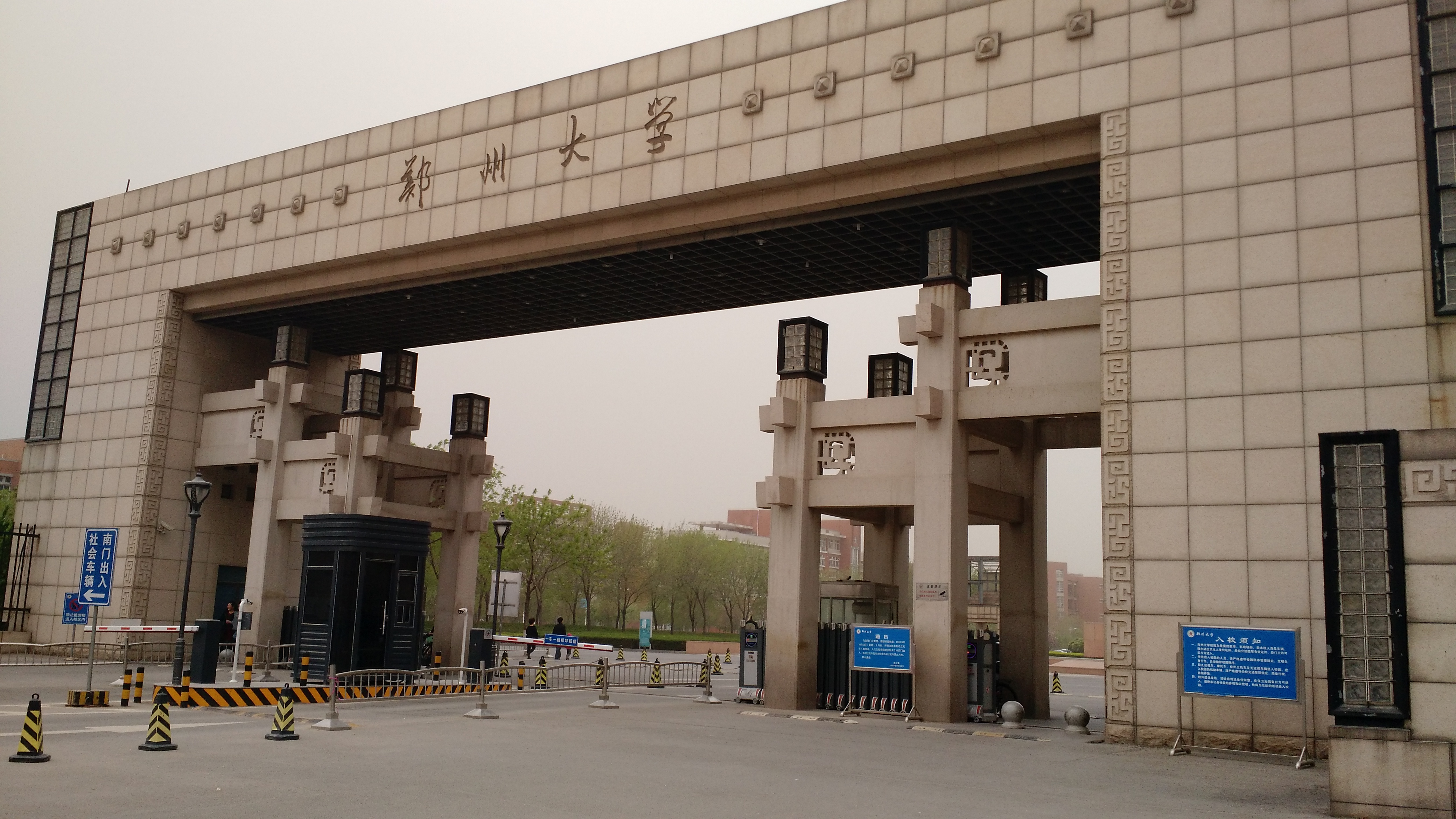
البوابة الرئيسية لجامعة تشنغتشو

الحرم الشرقي هو حرم جامعة خنان الطبية السابقة في وسط المدينة بين طريق تشونغ يوان وطريق جيانشي. تقام المرحلة السريرية للتعليم الطبي في هذا الحرم الجامعي. المستشفى الأول التابع لجامعة تشنغتشو، مع أكثر من 10000 سرير مرض، هو أكبر مستشفى في العالم. 
الحرم الجنوبي هو حرم جامعة تشنغتشو السابقة في منطقة وسط المدينة بطريق داكسو.
الحرم الشمالي هو حرم جامعة تشنغتشو السابقة للتكنولوجيا في وسط مدينة طريق وينهوا.

## طاقم عمل، برامج، طلاب
بعد سنوات من التنمية المتوازنة، أصبحت جامعة تشنغتشو الآن مؤسسة متعددة التخصصات تضم 12 مجالًا، مثل العلوم والهندسة والطب والأدب والتاريخ والفلسفة والقانون والاقتصاد وعلوم الإدارة والتربية والزراعة والفنون. يوجد حاليًا ستة تخصصات رئيسية وطنية، فيزياء المواد المكثفة، وهندسة معالجة المواد، وتاريخ الصين القديمة، والكيمياء العضوية، والتكنولوجيا الكيميائية، وعلم الأمراض وعلم وظائف الأعضاء ؛ احتلت 7 تخصصات مرتبة أعلى 1٪ على مستوى العالم ؛ يُسمح لـ 21 تخصصًا من المستوى الأول بمنح درجات الدكتوراه، و 3 تخصصات مستقلة من المستوى الثاني لمنح درجات الدكتوراه، و 55 تخصصًا من المستوى الأول لمنح درجات الماجستير، بالإضافة إلى 24 محطة أبحاث ما بعد الدكتوراه. هناك 51 مدرسة وقسم بالإضافة إلى 9 مستشفيات تابعة في جامعة تشنغتشو.  يبلغ عدد أعضاء هيئة التدريس أكثر من 6000، و 4000 عضو أكاديمي، و 37 أكاديميًا من الأكاديمية الصينية للعلوم والهندسة (15 بدوام كامل، و 22 بدوام جزئي، و 4 من الخارج)، و 747 أستاذًا، و 1600 أستاذ مشارك. في عام 2020، كان هناك حوالي 51000 طالب جامعي و 19000 طالب دراسات عليا و 2600 طالب دولي يدرسون في جامعة تشنغتشو.

## المدارس
توجد 51 مدرسة أو قسمًا في جامعة تشنغتشو، بدءًا من الفنون والأدب إلى العلوم الاجتماعية والطبيعية والهندسة.

### كليات وأقسام الطب

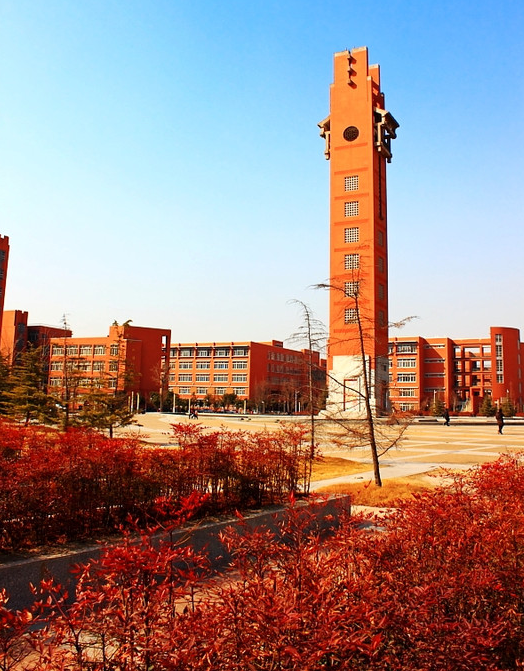
ساحة برج الجرس

| المدرسة                            | برنامج (بكالوريوس)                                                |
| كلية الطب السريري                  | الطب السريري (5/7 سنوات) التخدير علم الصور الطبية MBBS (ست سنوات) |
| كلية الطب الأساسي                  | الطب الأساسي                                                      |
| كلية التمريض                       | التمريض                                                           |
| كلية الصحة العامة                  | أدويه للوقايه                                                     |
| كلية العلوم الصيدلانية             | المستحضرات الصيدلانية مقابل                                       |
| كلية طب الأسنان                    | طب الأسنان                                                        |
| قسم علوم المختبرات الطبية السريرية | علم المختبرات الطبية                                              |

### مدارس وأقسام العلوم الإنسانية والاجتماعية
| المدرسة                 | برنامج (بكالوريوس)                                                      |
| كلية إدارة الأعمال      | إحصائيات إدارة الأعمال محاسبة التجارة العالمية العلوم المالية اقتصاديات |
| قسم التربية             | علم النفس التطبيقي أصول تربية                                           |
| مدرسة الفنون الجميلة    | فن الخط النحت تلوين التصميم الفني                                       |
| مدرسة اللغات الأجنبية   | ألمانية الروسية اليابانية إنجليزي                                       |
| مدرسة التاريخ           | علم الآثار تاريخ                                                        |
| كلية إدارة المعلومات    | إدارة المعلومات ونظام المعلومات علم المحفوظات علوم المكتبات             |
| كلية الصحافة و تواصل    | علم الصحافة الإذاعية والتلفزيونية علم الإعلان الصحافة                   |
| كلية حقوق               | قانون                                                                   |
| مدرسة الفنون الليبرالية | تعليم اللغة الصينية دوليا اللغة الصينية وآدابها                         |
| مدرسة الإدارة           | التجارة الإلكترونية الإدارة الهندسية هندسة صناعية إدارة اللوجستيات      |
| مدرسة التربية           | التربية في الفكر والسياسة                                               |
| مدرسة الموسيقى          | الموسيقى والأداء علم الموسيقى                                           |
| كلية الإدارة العامة     | الخدمة الاجتماعية الادارة إدارة الشؤون العامة فلسفة                     |
| مدرسة التربية البدنية   | التعليم الجسدي                                                          |
| كلية إدارة السياحة      | تسويق الأداء الموسيقي (اتجاه الرحلة) إدارة الفندق إدارة السياحة         |

### كليات العلوم والهندسة
| المدرسة                           | برنامج (بكالوريوس) |
| مدرسة الرياضيات و إحصائيات        | الرياضيات والرياضيات التطبيقية المعلومات وعلوم الحاسوب إحصائيات الرياضيات المالية |
| مدرسة الفيزياء هندسة              | العلوم الالكترونية والتكنولوجيا علوم وتكنولوجيا المعلومات الإلكترونية تقنيات وأدوات المراقبة والتحكم الفيزياء الفيزياء التطبيقية |
| مدرسة الكهرباء هندسة              | الهندسة الكهربائية والأتمتة أتمتة الهندسة الطبية الحيوية |
| مدرسة الكيمياء و الهندسة الجزيئية | كيمياء الكيمياء التطبيقية |
| كلية الهندسة الكيميائية & طاقة    | هندسة السلامة (موجه لأمن النظام) هندسة صناعة الطب معدات العمليات وهندسة التحكم الطاقة الحرارية وهندسة القوى الهندسة الكيميائية والتكنولوجيا علوم بيئية |
| مدرسة علوم الحياة                 | التكنولوجيا الحيوية الهندسة البيولوجية المعلومات البيولوجية |
| مدرسة الميكانيكية هندسة           | التصميم الصناعي الهندسة الميكانيكية والأتمتة الأتمتة والتصميم الميكانيكي والتصنيع |
| مدرسة علوم الميكانيكا و هندسة     | هندسة السلامة (المعدات والسلامة) ميكانيكا هندسية |
| مدرسة المعلومات هندسة             | هندسة البرمجيات هندسة المعلومات الإلكترونية علوم الحاسوب والتكنولوجيا هندسة التواصل |
| كلية الهندسة المدنية              | هندسة النقل هندسة الفضاء تحت الأرض في المناطق الحضرية بيئة البناء وهندسة المعدات هندسة مدنية |
| مدرسة العمارة                     | هندسة المناظر الطبيعية التخطيط العمراني بنيان التصميم الفني (التصميم الفني البيئي) |
| كلية علوم المواد و هندسة          | هندسة التعبئة والتغليف هندسة تشكيل المواد والتحكم علوم وهندسة المواد مواد البوليمر والهندسة |
| مدرسة الحفاظ على المياه و بيئة    | الهيدرولوجيا والموارد المائية الهندسة الهيدروليكية والطاقة الكهرومائية هندسة الهيكل الهيدروليكي هندسة الحفاظ على المياه هندسة إمدادات المياه والصرف الصحي هندسة بيئية هندسة هيكلية هندسة البلدية الهندسة الجيوتقنية هندسة الوقاية من الكوارث والحد منها هندسة الموانئ والسواحل والبحر هندسة الطرق والجسور وعبور الأنهار |

## بحث

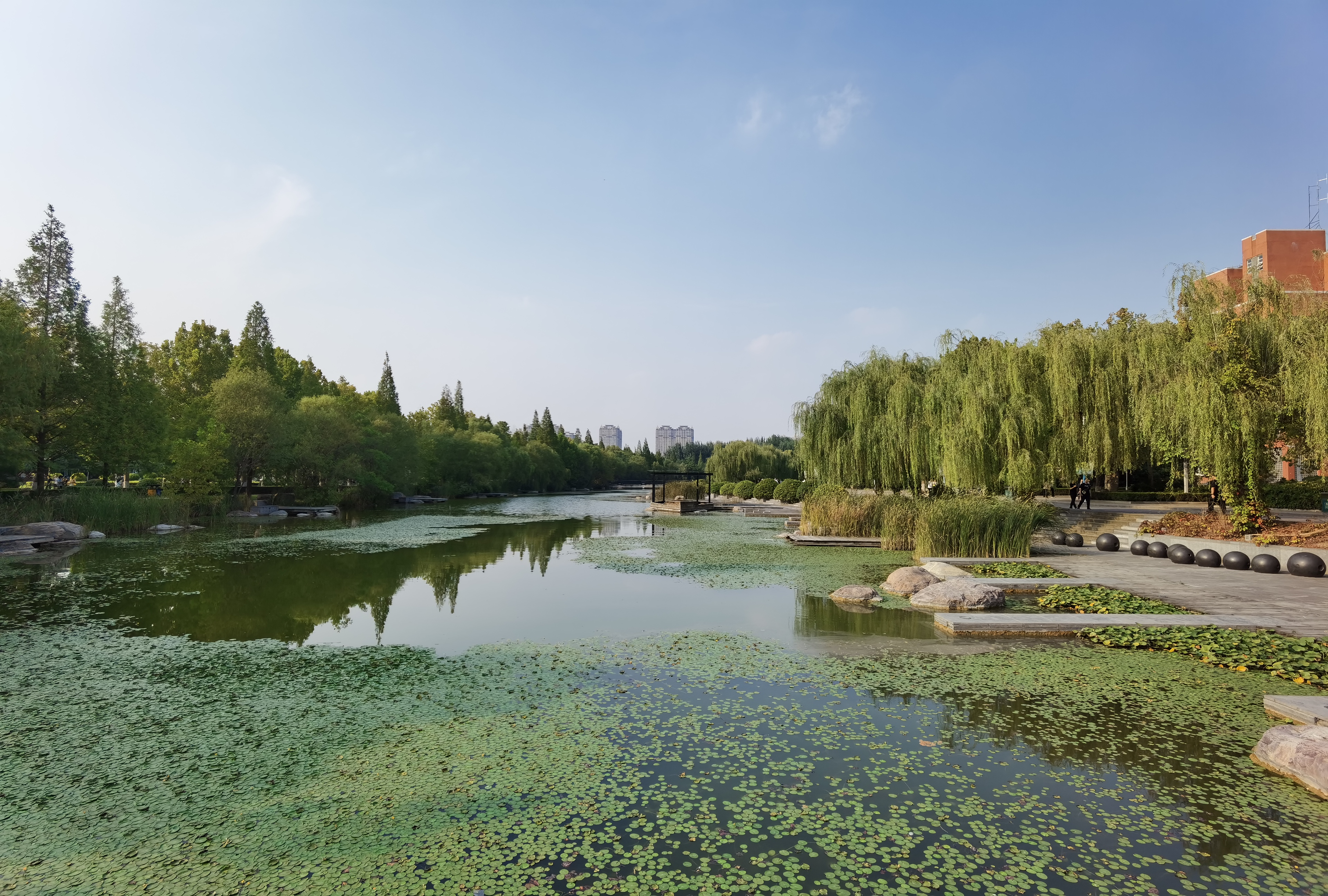
بحيرة ميهو الاصطناعية، جامعة تشنغتشو

تتميز جامعة تشنغتشو بأساس بحث علمي متين، وتمتلك الآن أكثر من 330 مؤسسة بحث علمي من جميع المستويات / الأنواع، من بينها 1 مركز أبحاث هندسي وطني، 1 مركز وطني لترويج أبحاث التكنولوجيا، مركز تكنولوجيا هندسة السلامة الكيميائية الوطني، المركز الوطني لأبحاث لتقييم سلامة الأدوية، 2 قواعد أبحاث سريرية للأدوية الوطنية، 3 مختبرات رئيسية تابعة لوزارة التربية، مركزان للبحوث الهندسية بوزارة التربية، وقاعدة بحثية رئيسية واحدة لكلية العلوم الإنسانية والاجتماعية برعاية وزارة التربية والتعليم والمقاطعة، وقاعدة أبحاث الثقافة الرياضية تحت إشراف مركز أبحاث تنمية الثقافة الرياضية التابع للإدارة العامة للرياضة بالولاية، وقاعدة تدريب وطنية واحدة للملكية الفكرية، و 6 مراكز ابتكار تعاونية في مقاطعة خنان ؛ مختبرات المقاطعات الرئيسية ومراكز أبحاث التكنولوجيا الهندسية والمختبرات الدولية المتحدة وقواعد أبحاث العلوم الإنسانية والاجتماعية الرئيسية والجامعات والكليات الإقليمية المبادئ الرئيسية للمختبرات المفتوحة ومراكز أبحاث التكنولوجيا الهندسية وقواعد زراعة المختبرات الرئيسية الحكومية يصل مجموعها إلى 104، والمقاطعات الرئيسية العلمية والعلمية يصل مجموع المؤسسات البحثية إلى 125، مما يشير إلى قدرة قوية على البحث الأساسي والبحث التطبيقي وتطوير العلوم والتكنولوجيا. بمساحة بناء إجمالية تبلغ 84000 متر مربع، تحتوي مكتبتها على مجموعة من الكتب تزيد عن 7.971 مليون. للجامعة دار نشر خاصة بها وتصدر 14 مجلة أكاديمية. 

## برامج المنح الدراسية
باعتبارها أكبر جامعة في الصين، توفر جامعة تشنغتشو ملايين الدولارات الأمريكية لرعاية مئات المتقدمين بمنحة دراسية كاملة ومنحة جزئية لمتابعة دراستهم بدون درجة في جامعة تشنغتشو كل عام. هذه هي الجامعة الصينية الوحيدة التي لديها الكثير من مقاعد المنح الدراسية. في عام 2018، تمت رعاية حوالي 500 من الطلاب المعينين حديثًا من خلال أنواع مختلفة من المنح الدراسية، مثل منحة الرئيس، ومنحة حكومة خنان، ومنحة الحكومة الصينية، ومنحة كونفوشيوس. تغطي هذه المنح عادة:
1. جزء الغالبية من الرسوم الدراسية لبرنامج البكالوريوس.
2. الرسوم الدراسية كاملة لبرنامج الماجستير ؛
3. الرسوم الدراسية والإقامة وبدل المعيشة لبرنامج الطبيب.

## مدرسة التربية الدولية
كلية التعليم الدولي (SIE) هي المسؤولة عن التعليم الدولي بجامعة تشنغتشو. يوجد ما يقرب من 1700 طالب أجنبي من 70 دولة / منطقة، من بينهم 80٪ طلاب درجة علمية، وأكثر من 10٪ مدعومون بمنحة دراسية كاملة. تضم كلية التعليم الدولي أيضًا قاعدة تعليمية للغة الصينية (معتمدة من مكتب الشؤون الصينية في الخارج التابع لمجلس الدولة) وقاعدة ترويج دولية صينية في مقاطعة خنان تقدم عددًا من برامج اللغة الصينية من التدريب قصير المدى إلى درجة البكالوريوس والماجستير. تدير كلية التعليم الدولي مدرسة كونفوشيوس بالاشتراك مع معهد فيلور الهندي للتكنولوجيا وفصل كونفوشيوس مع مدرسة سانت ماري في الولايات المتحدة الأمريكية. جامعة تشنغتشو بالتعاون مع ميدفيز- الرئيس التنفيذي، الدكتور جي بهانو براكاش لتدريب جميع الأخويات الطبية لـ (USMLE) و (PLAB) و (FMGE) في الحرم الجامعي نفسه. 
تكرس جامعة تشنغتشو لإجراء أشكال مختلفة من التعاون والتبادلات مع الجامعات الشهيرة في الخارج، واستيعاب برامج التعليم المتقدمة والسعي لتحقيق هدف التدويل.

## خريج متميز
- تشين تشوانغو، السكرتير الحالي للحزب الشيوعي لشينجيانغ وأمين لجنة الحزب السابق لمنطقة التبت ذاتية الحكم.

## روابط خارجية
- الموقع الرسمي لجامعة تشنغتشو باللغة الصينية.
- الموقع الرسمي لمدرسة التعليم الدولي بجامعة تشنغتشو.
- مقدمة موجزة لجامعة تشنغتشو.